# ジェイコブ・ルパート

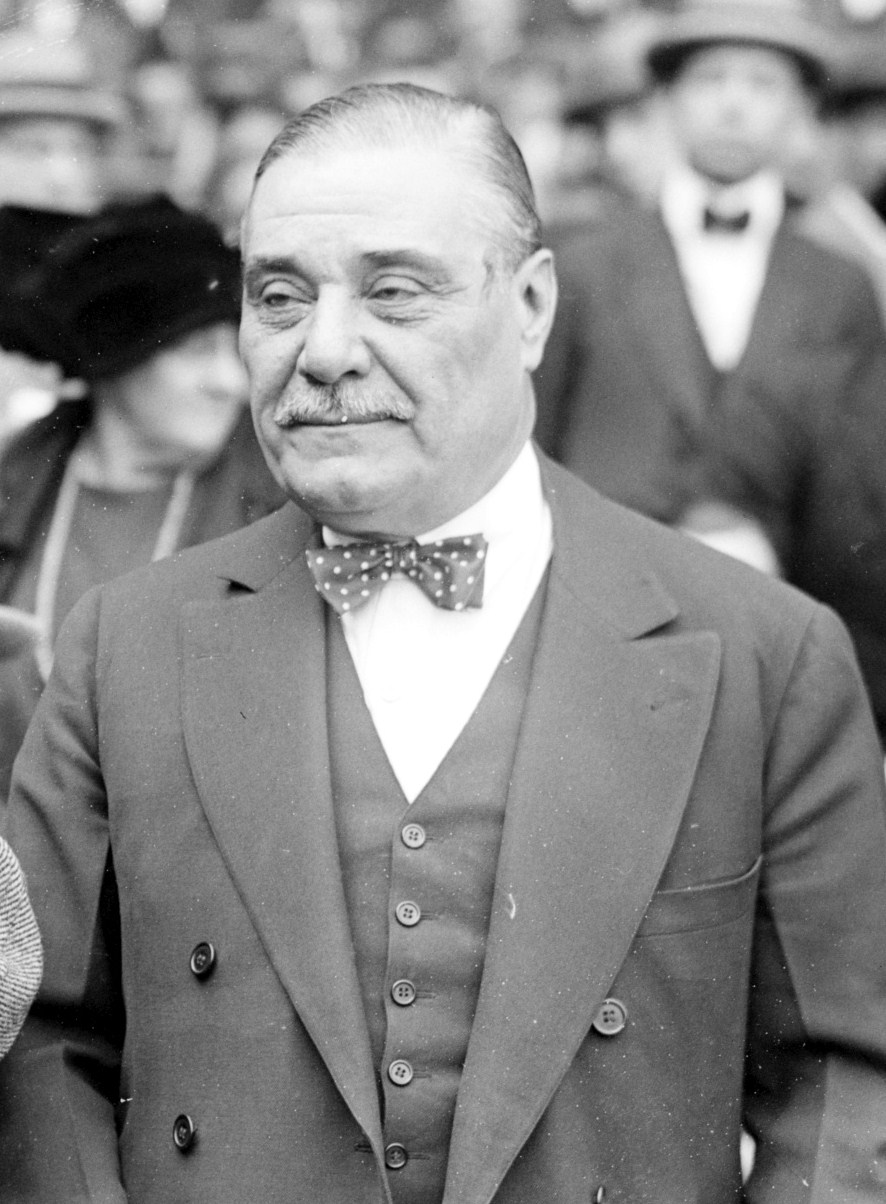
ジェイコブ・ルパート 1923年撮影

ジェイコブ・ルパート・ジュニア（Jacob Ruppert, Jr., 1867年8月5日 - 1939年1月13日）は、アメリカ合衆国の実業家。1910年代から30年代にかけてニューヨーク・ヤンキースのオーナーを務め、ベーブ・ルースの獲得やヤンキー・スタジアムの建設など、一時代を築いた。
2013年にベテランズ委員会の選考によってアメリカ野球殿堂入りを果たした。